# بدائل التجارب على الحيوانات
بدائل التجارب على الحيوانات، تطوير لطرق الاختبار التي تتجنب استخدام الحيوانات الحية وتنفيذها. هناك اتفاق واسع النطاق على أن تقليل عدد الحيوانات المستخدمة وتحسين الاختبار لتقليل المعاناة يجب أن يكونا هدفان مهمان للصناعات المعنية. يتوفر بديلان للتجارب على الحيوانات في الجسم الحي، هما تقنيات زراعة الخلايا المختبرية ومحاكاة الكمبيوتر السيليكونية. يزعم البعض أنها ليست بدائل حقيقية لأن عمليات المحاكاة تستخدم بيانات من تجارب حيوانية سابقة، وغالبًا ما تتطلب مزارع الخلايا منتجات مشتقة من الحيوانات، مثل المصل أو الخلايا.
يقول آخرون إنهم لا يستطيعون استبدال الحيوانات تمامًا لأنه من غير المحتمل أن يقدموا معلومات كافية حول التفاعلات المعقدة للأنظمة الحية. وتشمل البدائل الأخرى استخدام البشر في اختبارات تهيج الجلد والتبرع بالدم البشري من أجل دراسات توليد الحمّى. البديل الآخر هو ما يسمى بالجرعات الدقيقة، إذ يُقيّم السلوك الأساسي للأدوية باستخدام متطوعين بشريين يتلقون جرعات أقل بكثير من تلك التي يُتوقع أن تنتج تأثيرات على الجسم بالكامل. ينتج عن اتباع نهج الجرعات الدقيقة معلومات مهمة حول الحركية الدوائية والديناميكية الدوائية، إلا أنه لا يكشف معلومات حول السمية والسموم. كما لاحظ صندوق استبدال الحيوانات في التجارب الطبية أنه على الرغم من استخدام الجرعات الدقيقة «فستظل الدراسات على الحيوانات مطلوبة».
تشمل المبادئ التوجيهية لاستخدام أكثر أخلاقي للحيوانات في التجارب مبادئ (ثري أرز)، التي وصفها راسل وبورتش لأول مرة في عام 1959. تُتبّع هذه المبادئ الآن في العديد من مؤسسات التجارب في جميع أنحاء العالم.
1. الاستبدال: يشير إلى الاستخدام المفضل للطرق غير الحيوانية على الأساليب الحيوانية كلما كان ذلك ممكنًا لتحقيق نفس الهدف العلمي.
2. التخفيض: يشير إلى الأساليب التي تمكن الباحثين من الحصول على مستويات قابلة للمقارنة من المعلومات من عدد أقل من الحيوانات، أو الحصول على مزيد من المعلومات من نفس العدد من الحيوانات.
3. التحسين: يشير إلى الأساليب التي تخفف- أو تقلل- من الألم أو المعاناة أو الضيق المحتمل، وتعزز رفاهية الحيوانات المستخدمة.

## زراعة الخلايا وهندسة الأنسجة
يمكن أن تكون زراعة الخلايا بديلًا لاستخدام الحيوانات في بعض الحالات. إذ طُورت الخلايا المستنبتة لإنتاج أجسام مضادة وحيدة النسيلة، أما قبل ذلك، فقد تطلب الإنتاج من الحيوانات الخضوع لعملية من المحتمل أن تسبب الألم والضيق. ورغم أن طرق زراعة الخلايا أو الأنسجة قد تقلل من عدد التجارب التي تُجرى على الحيوانات السليمة، فإن الحفاظ على الخلايا في المزرعة يتطلب عادةً استخدام مصل مشتق من الحيوانات. ورغم صعوبة الحصول على أرقام دقيقة، فقد قدر البعض أنه تجري التضحية بمليون بقرة جنينية كل عام للحصول على إمدادات العالم من مصل الأبقار الجنيني، المستخدم في زراعة الخلايا المستنبتة. يمكن التقليل من اختبار مستحضرات التجميل مباشرة على الحيوان أو الاستغناء عنه، من خلال استخدام نمو الخلايا المختبرية وتطورها. يمكن تعميم ذلك على أنه نمو للخلايا خارج الجسم واختبارها دون التسبب في ضرر أو ألم لموضوع الاختبار. تكون طريقة اختبار مستحضرات التجميل هذه في كثير من الأحيان أقل استهلاكًا للوقت وأقل تكلفة من الخيارات البديلة.

### تآكل الجلد وتهيجه
يشير كل من تآكل الجلد وتهيجه إلى التأثيرات السامة الموضعية الناتجة عن التعرض الموضعي للجلد لمادة ما. يمكن استخدام اختبارات مكافئات جلد الإنسان لتحل محل الدراسات المسببة للتآكل والتهيج التي تعتمد على الحيوانات. تعد كل من إيبيديرم من ماتيك، وإيبيسكين، ونموذج سكين إيثيك أر إتش إي، مشتقات من خلايا الجلد البشرية التي استزرعت لإنتاج نموذج من جلد الإنسان. تعد هذه الأساليب مقبولة حاليًا في كندا والاتحاد الأوروبي. نشرت منظمة التعاون الاقتصادي والتنمية في أغسطس 2010 المبدأ التوجيهي للاختبار 439 الذي يصف الإجراء الجديد لتحديد المخاطر في المختبر للمواد الكيميائية المهيجة.
يتوفر بديل اصطناعي آخر يستخدم غشاء بروتيني لمحاكاة حاجز جلدي، وحصل على الموافقة كبديل جزئي من قبل وزارة النقل الأمريكية والاتحاد الأوروبي.

### امتصاص الجلد
جرت الموافقة على العديد من طرق زراعة الأنسجة التي تقيس معدل امتصاص الجلد للمواد الكيميائية من قبل منظمة التعاون الاقتصادي والتنمية.

### السمية الضوئية
تشمل السمية الضوئية طفحًا جلديًا أو تورمًا أو التهابًا، مثل حروق الشمس الشديدة، وهي ناتجة عن التعرض للضوء بعد التعرض لمادة كيميائية. يكتشف اختبار السمية الضوئية ثري تي ثري المحايد الأحمر، الذي وافقت عليه منظمة التعاون الاقتصادي والتنمية، جدوى خلايا ثري تي ثري بعد التعرض لمادة كيميائية في حالة وجود أو عدم وجود الضوء. طُور خط الخلية ثري تي ثري في عام 1962 وهو مشتق من الخلايا الليفية الجنينية للفأر.

### نموذج فطري لاستقلاب الدواء في الثدييات
يمكن استخدام الفطريات مثل كانينغبمالا إليغانس كنموذج ميكروبي لاستقلاب الأدوية في الثدييات، ومن ثم تقليل الحاجة إلى حيوانات المختبر. تستخدم بدائيات النوى كبديل للتجارب على الحيوانات، وتشمل بدائيات النوى البكتيريا مثل الإشريكية القولونية أو العصوية الرقيقة. تعد هذه البكتيريا النموذج المثالي للدراسات الجينية والجزيئية. تستخدم الفطريات أيضًا كبديل للاختبار على الحيوانات. يمكن استخدام بعض الفطريات في الدراسات الجينية أو دراسات إيقاعات الساعة البيولوجية. قد يشمل ذلك العصيات المبوغة السميكة، والمعروفة كنوع من العفن الأحمر. تعد اللافقاريات مرشحًا مثاليًا آخر للاختبار. من أكثر اللافقاريات شيوعًا في التجارب هي ذبابة الفاكهة الشائعة. يستخدم ذباب الفاكهة لاكتشاف الأمراض التي تصيب الإنسان. ذباب الفاكهة والبشر أكثر تشابهًا في تكوينهما مما قد يعتقده المرء، وقد ثبت ذلك في هذه الدراسات.

### العضيّات (مزارع الخلايا ثلاثية الأبعاد)
لم تكن أبحاث راسل وبورتش قبل ستة عقود لتتوقع بعض التقنيات الموجودة اليوم. ومن هذه التقنيات زراعة الخلايا ثلاثية الأبعاد، والمعروفة أيضًا باسم العضيات أو الأعضاء المصغرة، والتي حلت محل النماذج الحيوانية لبعض أنواع الأبحاث. أنتج العلماء في السنوات الأخيرة أشباه عضويات يمكن استخدامها لنمذجة المرض واختبار عقاقير جديدة. تنمو الكائنات العضوية في المختبر على السقالات (الهلاميات المائية البيولوجية أو الاصطناعية مثل ماتريجيل) أو في وسط استزراع. تُشتق الكائنات العضوية من ثلاثة أنواع من الخلايا الجذعية البشرية أو الحيوانية: الخلايا الجذعية الجنينية المحفَزة، والخلايا الجذعية الجسدية البالغة، والخلايا الجذعية المستحثة المُحفَزة.
تُزرع هذه العضيات في المختبر وتحاكي بنية الأعضاء المختلفة ووظيفتها، مثل الدماغ والكبد والرئة والكلى والأمعاء. طُورت العضيات لدراسة الأمراض المعدية. إذ طور علماء في جامعة جونز هوبكنز أشباه عضويات دماغية صغيرة لنمذجة كيف يمكن لفيروس كوفيد-19 أن يؤثر على الدماغ. استخدم الباحثون عضيات الدماغ لنمذجة كيف يعطل فيروس زيكا نمو دماغ الجنين. يمكن استخدام الأورام من خلال مزارع الخلايا ثلاثية الأبعاد المشتقة من خلايا مأخوذة من مرضى بشريين، في دراسة الجينوميات ومقاومة الأورام للأدوية في الأعضاء المختلفة.
تُستخدم الكائنات العضوية أيضًا في نمذجة الأمراض الوراثية مثل التليف الكيسي، والأمراض التنكسية العصبية مثل الزهايمر وباركنسون، والأمراض المعدية مثل فيروس كورونا المسبب لمتلازمة الشرق الأوسط التنفسية والنوروفيروس، والالتهابات الطفيلية مثل المقوسة الغوندية. تُستخدم أيضًا العضويات المشتقة من الخلايا البشرية والحيوانية على نطاق واسع في البحوث الدوائية والسمية.